# ویلیویسک
شهر ویلیویسک (به روسی: Вилюйск) در کشور روسیه و در جمهوری یاقوتستان واقع شده‌است.